# Szczypiorski
Szczypiorski (forma żeńska: Szczypiorska; liczba mnoga: Szczypiorscy) – polskie nazwisko. Na początku lat 90. XX wieku w Polsce nosiły je 581 osoby. Nazwisko pochodzi od słowa szczypior i jest najbardziej rozpowszechnione w środkowo-zachodniej Polsce.

## Osoby noszące nazwisko
- Adam Szczypiorski (1895–1979) – polski historyk, polityk i działacz;
- Andrzej Szczypiorski (1928–2000) – polski pisarz, scenarzysta i polityk;
- Krzysztof Szczypiorski (ur. 1973) – polski teleinformatyk.